# Batalha de Edessa
A Batalha de Edessa de 259 ou 260 foi travada entre o exército do Império Romano sob o comando do imperador Valeriano (r. 253–260) e o exército do Império Sassânida sob o comando do xá Sapor I (r. 240–270). O exército romano foi derrotado e inteiramente capturado pelas tropas sassânidas e pela primeira vez na história militar romana, um imperador foi levado cativo por tropas estrangeiras. Como tal, a batalha é geralmente tida como um dos piores desastres na história militar do império. Além disso, com essa vitória, os persas puderam conduzir uma destrutiva campanha quase sem oposição.

## Antecedentes
Antes da batalha, Sapor havia penetrado diversas vezes profundamente em solo romano, conquistando e saqueando Antioquia na Síria Palestina em 253. Após derrotar o usurpador Emiliano (r. 253) e assumir a púrpura, Valeriano chegou no Oriente no fim de 253 ou começo de 254 e gradualmente restaurou a ordem. Logo, teve de confrontar uma invasão naval gótica no norte da Ásia Menor.
Os godos atacaram o Ponto e moveram-se ao sul na Capadócia. Valeriano tentou impedir, com a ajuda do exército estacionado em Antioquia, mas foi impedido pela peste que assolava o Império Romano à época. Enquanto seu exército esta enfraquecido, Sapor invadiu o norte da Mesopotâmia em 260, provavelmente no começo da primavera.

## Batalha
Com 60 anos, o idoso Valeriano marchou à fronteira persa. Segundo a inscrição Feitos do Divino Sapor, encontrou o principal exército persa sob o comando do xá entre Carras e Edessa e foi decisivamente derrotado e capturado com seu exército inteiro. Segundo fontes romanas imprecisas, o exército romano foi derrotado e sitiado pelas forças persas. Valeriano teria tentado negociar uma trégua, mas foi capturado e é possível que o exército rendeu-se depois disso. Dentre os prisioneiros havia, como alega Sapor, muitos outros altos oficiais, incluindo um prefeito pretoriano, possivelmente Sucessiano. Também alega-se que Sapor teria voltado atrás em sua palavra ao capturar o imperador após acordar um cessar-fogo.

## Rescaldo

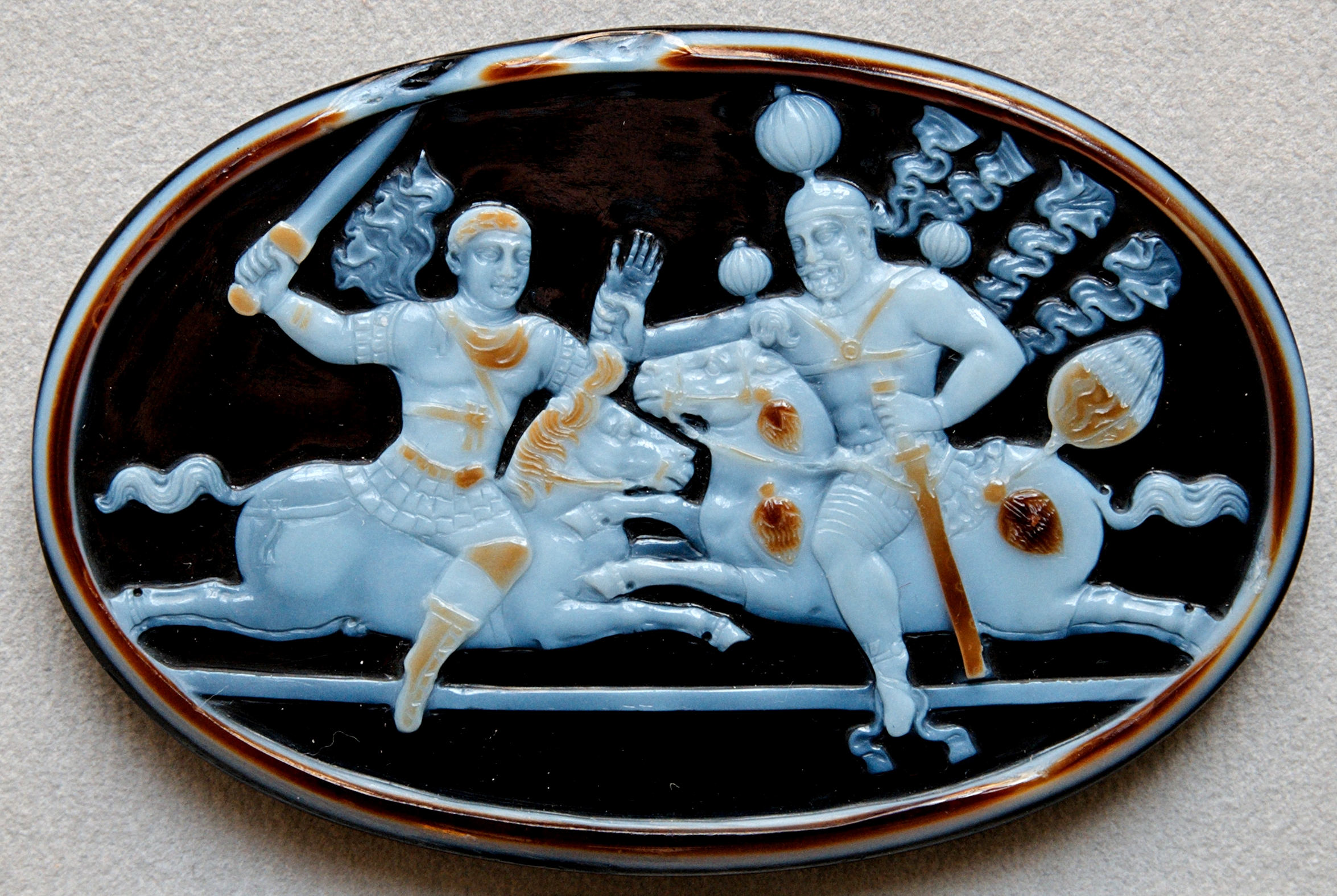
Camafeu em sardônica representando Sapor I humilhando Valeriano.

São várias as versões relativas ao destino de Valeriano. Segundo alguns estudiosos, Sapor enviou Valeriano e parte de seu exército à cidade de Bixapur, onde viveram em condições relativamente boas. Sapor usou os sobreviventes em projetos de engenharia e desenvolvimento, uma vez que os romanos eram habilidosos negociantes e artesãos. A Ponte de César (Band-e Kaisar) é uma das reminiscências da engenharia romana situada próximo a cidade de Susa.
Segundo Lactâncio, Sapor humilhou Valeriano, usando-o como um degrau humano para quando fosse montar em seu cavalo. Para Aurélio Victor, foi mantido enjaulado e humilhado ao prazer do xá. À época de sua morte, seu corpo foi alegadamente esfolado e recheado com, dependendo do relato, estrume ou palha para produzir um troféu da submissão romana preservado num templo persa.
Após a captura de Valeriano, Sapor invadiu a Cilícia, mas foi finalmente repelido por uma força de alívio sob Macriano Maior, Balista e Odenato de Palmira. Macriano proclamou seus filhos Macriano Menor e Quieto como imperadores enquanto esteve nos Bálcãs e Ingênuo e Regaliano revoltaram-se. Todos, porém, foram derrotados por Galiano (r. 253–268), filho do cativo, ou forças locais.